# Abu-Abd-Al·lah V
Abu-Abd-Al·lah (V) Muhàmmad o, més senzillament, Abu-Abd-Al·lah V fou sultà abdalwadita de Tlemcen de 1505 a 1516.
Va succeir al seu pare Abu-Abd-Al·lah IV que va morir o fou assassinat el desembre del 1505. El 16 de maig de 1509 la flota castellana, dirigida pel cardenal Ximenis, va sortir de port a la península i va arribar davant d'Orà el dia 18 en què van desembarcar alguns soldats i l'endemà (19) es van apoderar de la ciutat que els defensors havien abandonat per causes poc clares. Tres dies després va arribar el sultà amb un exèrcit però no va gosar atacar la ciutat i va retornar a Tlemcen. La població llavors es va girar contra els comerciants no musulmans de la ciutat i els va massacrar a tots, portant un greu perjudici a les finances de l'estat que se sumava a la pèrdua dels ingressos del port d'Orà (els més elevats del regne). El sultà va haver d'augmentar els impostos i va perdre popularitat.
El 1510 els castellans es van apoderar del penyal d'Alger; en els anys següents la fama del pirata Oruç Reis va arribar a Tlemcen; el pirata operava a l'est d'Alger i feia servir alguns punts com a base pels seus atacs als cristians. Abu-Abd-Al·lah V va proposar un pacte al governador d'Orà que li va aconsellar anar a la cort castellana a Burgos (1512). El 1516 Oruç es va establir a Sersell (definitiva el 1520) a l'est d'Alger i tota aquesta zona va quedar fora del control abdalwadita. Fou en aquest temps quan el sultà va viatjar a la península Ibèrica i va oferir al rei Ferran el Catòlic valuosos regals (una princesa verge extraordinàriament bella, més de 500 esclaus cristians, 22 cavalls àrabs, un lleó, una gerra d'or, i objectes d'art dels artesans amazics. El rei castellà es va comprometre a defensar les seves possessions i es va signar un tractat equivalent a un protectorat, retornant el sultà a Tlemcen.
Els darrers anys del seu regnat foren marcats per la misèria del país. En morir Abu-Abd-Al·lah V; els habitants van donar curs a la seva frustració i van saquejar els béns dels jueus que van quedar reduïts a la més absoluta pobresa. Segons l'abat Bargès fou proclamat sultà el seu germà petit Abu Zayyan Àhamd, ja que el difunt no deixava cap fill capacitat a regnar. però segons la major part dels historiadors la successió va passar al seu oncle Abu-Hammu III, fill d'Abu-Abd-Al·lah IV i Abu Zayyan Àhmad en tot cas només hauria regnat pocs dies, potser només unes hores.